# Murat Şanlı
Murat Şanlı ist ein türkischer Popsänger.
Şanlı wuchs in Gaziantep auf. 2009 nahm er an der sechsten Staffel der Castingshow Popstar Alaturka teil, die im Programm von Star TV ausgestrahlt wurde. Am 13. November 2009 gewann er den Wettbewerb und erhielt einen Geldpreis von 50.000 Lira. Er war nach İhsan Güvenç (2008) der zweite Sieger des Wettbewerbs aus Gaziantep.